# Александър Лаказет
Александър Лаказет (на френски: Alexandre Lacazette) е френски футболист, нападател на арабския НЕОМ. Семейството му произхожда от Гваделупа.

## Кариера

### Клубна кариера
Започва да тренира футбол на 7-годишна възраст в ЕЛКС Лион. Пет години по-късно талантът му е забелязан и преминава в школата на Олимпик Лион.
През 2010 година дебютира и за мъжкия отбор. През сезон 2014/15 става голмайстор играч на сезона във френската Лига 1.
Към април 2017 г. е изиграл 270 мача за отбора във всички турнири, в които е отбелязал 123 гола.

### Национален отбор
Лаказет преминава през всички младежки гарнитури на Франция. През 2010 става шампион с младежкия национален отбор до 19 години.
През 2013 дебютира и за мъжкия състав. Той е заместник на Жереми Менез. 

## Успехи
Франция до 19 г.
- Европейски шампион (1): 2010 [2]